# Negride

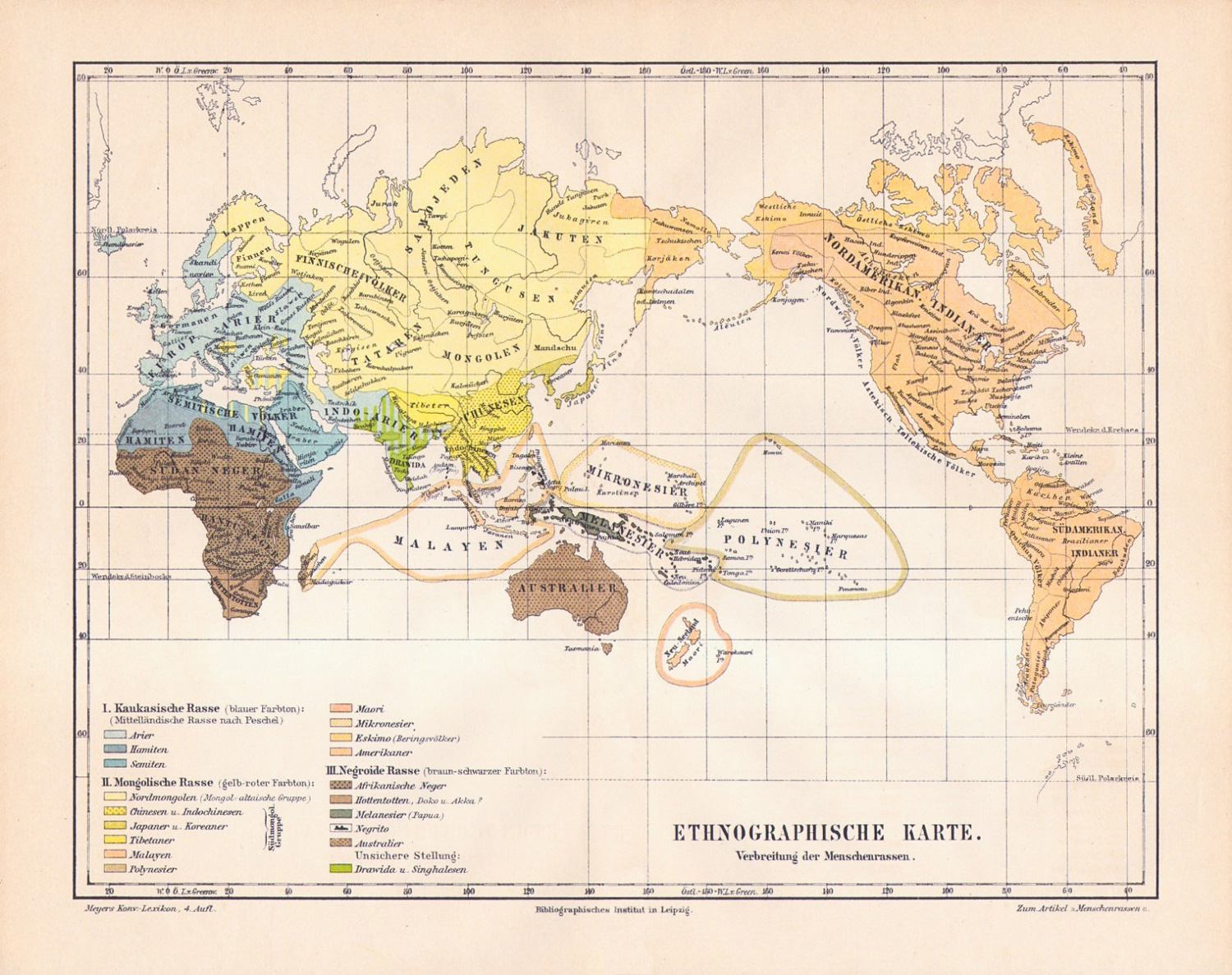
Ethnographische Karte. Verbreitung der Menschenrassen – in braunen Farbtönen die „negroide Rasse“ in Afrika und Australien (Meyers Konversations-Lexikon 1885–1892)

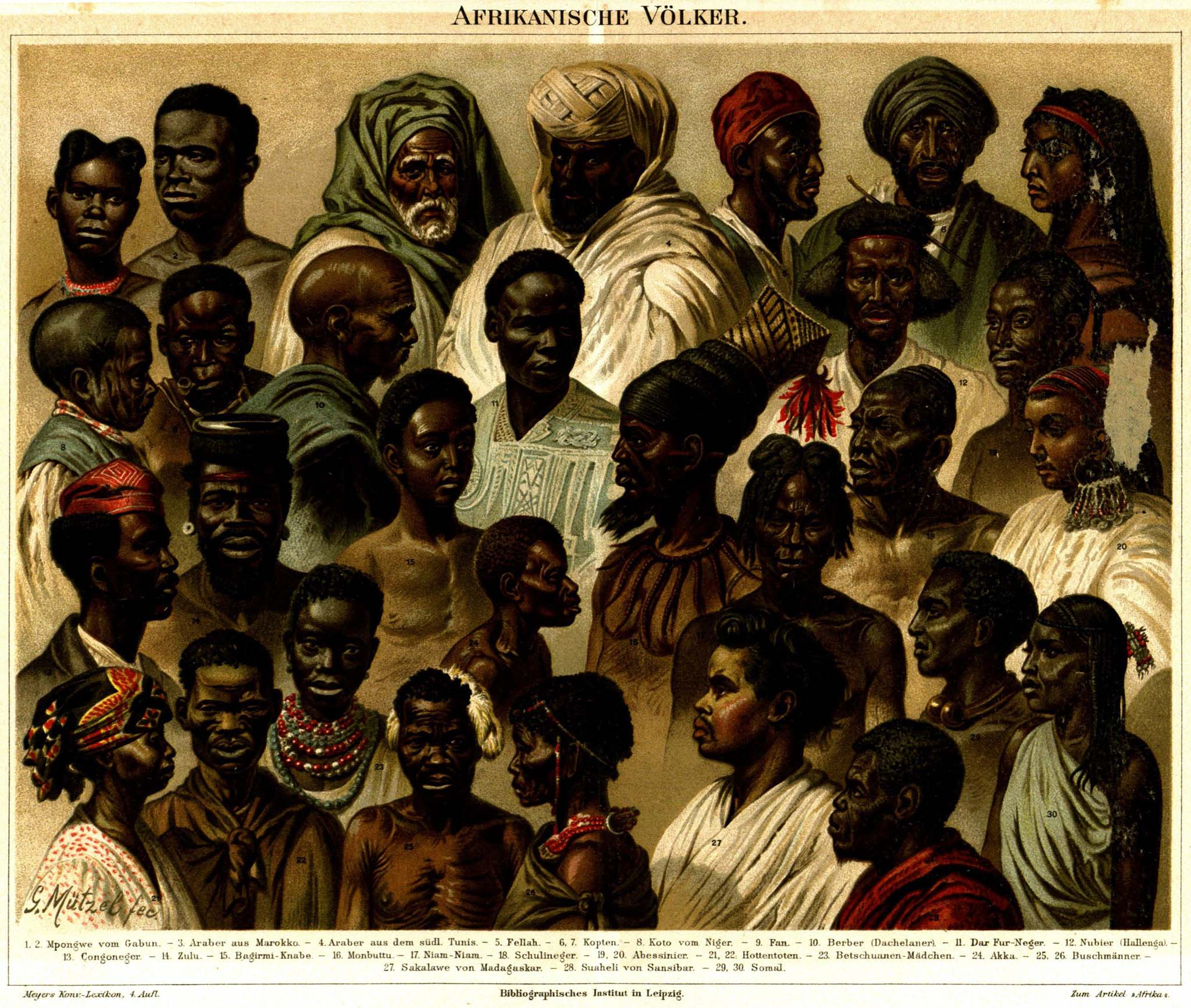
Afrikanische Völker (Zeichnung in Meyers Konversationslexikon 1885–1890).

Negride oder Negroide (lateinisch niger „schwarz“) ist eine nicht mehr gebräuchliche rassenkundliche Bezeichnung für eine Reihe dunkelhäutiger afrikanischer Bevölkerungen, die ganz Subsahara-Afrika, also den überwiegenden Teil des afrikanischen Kontinents bewohnen. Auch Melaneside, Negritos und insbesondere Australide (australische Völker) wurden anfangs den Negriden zugeordnet. Bisweilen wurden sie als eigener „Rassenkreis“ behandelt und in späteren Theorien den Mongoliden zugeordnet. Die Einteilung negrid oder negroid ist völkerkundlich unbrauchbar, weil sie nach rein körperlichen Kriterien (siehe Phänotypische Variation) eine angebliche Einheitlichkeit suggeriert. Teilweise wird als Synonym auch der Begriff Schwarze verwendet.

## Rassentheoretische Merkmale
Negride gehörten nach veralteten Rassentheorien neben Europiden und Mongoliden zu den drei grundlegend unterschiedlichen „Großrassen“. Die Klassifizierung als „Großrasse“ erfolgte mehr oder weniger willkürlich anhand (augenfälliger) gemeinsamer Merkmale, von denen man annahm, sie belegten einen gemeinsamen Ursprung oder eine genetische Verwandtschaft. Molekularbiologische Daten zeigen jedoch eine Inhomogenität der als Negriden zusammengefassten Gruppe und widersprechen einer Einteilung in „Großrassen“. Als negrid wurden körperliche Merkmale wie eine wulstige Nase, krauses Haar und eine dunkel pigmentierte Haut angesehen. Der Gesichtsschädel des „typischen Negriden“ weist rundliche Augen- und Nasenhöhlen auf, ausgeprägte Kiefer und häufig einen langgestreckten Schädel.
Noch in den 1970er Jahren wollten durch das soziologische Konzept des Behaviorismus an den wissenschaftstheoretischen Rand gedrängte Rassenkundler die ausgemachten physischen Kriterien („morphologische Merkmale“) mit geistig-psychischen Eigenschaften gleichsetzen. Den Negriden schreibt etwa John Baker (Race, 1974) eine geringere Kulturfähigkeit als den Europiden und den Mongoliden zu.
Die angeblich homogenen Eigenschaften der Negriden im Unterschied zu den anderen angenommenen „Menschenrassen“ wurde molekularbiologisch und bevölkerungsgenetisch eindeutig widerlegt. Jedes Gen hat seinen eigenen geographischen Verbreitungsschwerpunkt. Um die Existenz einer Rasse zu belegen, müssten die Verbreitungsschwerpunkte einer Vielzahl von Genen einer bestimmten Population weitgehend deckungsgleich und unterscheidbar von anderen Populationen sein. Es gibt jedoch keine einheitlichen geographischen Überschneidungen für alle Schwarzafrikaner (oder Äthiopier, Pygmäen, Khoisan usw.). Die äußerlichen Unterschiede zwischen den „Negriden“ und anderen „Rassen“ repräsentieren lediglich einen sehr kleinen Teil der Erbanlagen, die auf die Anpassung an unterschiedliche Klimate zurückgehen.

## Rassensystematische Untergliederung
Die Negriden wurden nach der Rassensystematik – die bis über die Mitte des 20. Jahrhunderts hinaus gebräuchlich war – in verschiedene „Kleinrassen“ untergliedert, deren Abgrenzung natürlich noch weitaus problematischer ist als die der drei „Großrassen“. Trotz der enormen Datenmengen über diverse körperliche Merkmale, die zur Rassenbestimmung zusammengetragen wurden, blieb die Beurteilung immer subjektiv, eurozentrisch und so dermaßen künstlich konstruiert, dass die Ergebnisse den vorher formulierten Erwartungen entsprachen.
Auch die folgenden Bezeichnungen solcher angeblicher „Kleinrassen“, die etwa der DDR-Anthropologe Herbert Bach in Anlehnung an seinen Lehrer – den nationalsozialistischen Rassentheoretiker Egon von Eickstedt – noch bis in die 1990er Jahre verwendete, sind heute weitestgehend aus der Literatur verschwunden:
- Sudanide (Savannenregion Sudan, Guinea-Küste)
- Nilotide (Oberer Nil)
- Äthiopide (Äthiopien, Ostafrika, nordafrikanischer Tropengürtel)
- Palänegride (Regenwaldzone Zentralafrikas)
- Kafride (südafrikanische Trockenwaldzone, Ost-Afrika)
- Bambutide (auch: Pygmide) (Regenwälder des Kongo, insbesondere am Ituri)
- Khoisanide (südafrikanische Trockengebiete, insbesondere Kalahari und Kapland)